# 大庸戰鬥
}}
大庸戰鬥開始於1935年3月10日，地點則是在中國湖南省大庸县，是第一次国共内战的主要戰鬥之一。該戰鬥中交戰雙方為中華民國國民革命軍和中國共產黨所領導的中國工農紅軍。